# غاري (مغني)
كانغ غاري (هانغل: 강개리) من مواليد 24 فبراير 1978 في كوريا الجنوبية. هو مغن كوري بدأ مسيرته الفنية عام 1996. وهو أيضا مغني راب وكاتب غنائي وهو عضو سابق في برنامج رانينغ مان (الرجل الجاري).

## الحياة الشخصية
ولد غاري في 24 فبراير، 1978. أسرته تتكون من والدته ووالده وشقيقه. عندما كان لا يزال قيري في المدرسة، كان أكثر اهتماما بالرقص من الموسيقى وأراد أن يصبح من المشاهير الكوريين. في سن ال 20، بدأ قيري الملاكمة لمدة 10 سنوات، وأصبح ملاكم هاوي. لديه حزام أسود من الدرجة 8 في الفنون القتالية.

## روابط خارجية
- غاري على موقع IMDb (الإنجليزية)
- غاري على موقع ميوزك برينز (الإنجليزية)
- غاري على موقع ديسكوغز (الإنجليزية)
- غاري على موقع قاعدة بيانات الفيلم (الإنجليزية)